# نيكو كرانيتشار
نيكو كرانيكار (بالكرواتية: Niko Kranjčar)‏ ، من مواليد 13 أغسطس 1984 في زغرب في كرواتيا، لاعب كرة قدم كرواتي.
بدأ مسيرته الكروية مع نادي دينامو زغرب في عام 2001، ولعب معهم حتى عام 2004، وشارك معهم في 85 مباراة وسجل 19 هدف، وفي عام 2004 انتقل إلى نادي هاديوك سبيلت، ولعب معهم حتى عام 2006، وشارك معهم في 50 مباراة وسجل 15 هدف، وقي عام 2006 لعب مع نادي بورتسموث الإنجليزي ثم انتقل إلى توتنهام هوتسبر في 2009.
و قد بدأ باللعب مع منتخب كرواتيا لكرة القدم في عام 2004، وشارك في كأس العالم 2006 كاحتياطي حينما كان جده المدير الفني للمنتخب الكرواتي آنذاك وسجل 13 هدف له مع منتخب بلاده، ابرزها ضد إنجلترا في ويمبلي والتي انتهت 3-2 لمصلحة الكروات، ومن ابرز اهدافة أيضا تسجيله ضد اسبيانيا في مباراة ودية 2006و تسجيله أيضا ضد البرازيل 2005.

## مسيرته مع بورتسموث
لعب كرانيكار لأول مره مع نادي ورتسموث في أكتوبر عام 2006، حيث لعب 90 دقيقه كامله أمام ناديه الحالي توتنهام هوتسبير !، وسجل أول اهدافة ضد فولهام 31 مارس 2007 في مباراة انتهت بتعادل الطرفين 1-1، وانهى كرانيكار موسمه الأول في البرمييرليق بتألق، حيث سجل هدفين وساهم بشكل كبير في تسجيل 24 هدفا لفريقه انذاك.
يذكر انه ساعد بورتسموث في الحصول على كأس إنجلترا عام 2008.

## مسيتره مع توتنهام
اشترى توتنهام كرانيكار بسعر زهيد في آخر يوم من سوق الانتقالات الشتويه 2009[ 2,4 ] مليون يورو !، حيث شارك لأول مره مع نادي توتنهام يوم 26 سبتمبر 2009 ضد نادي بيرنلي حيث فاز توتنهام 5-0 على ضيفه، وسجل كرانيكار هدفة الأول مع توتنهام يوم 4 أكتوبر 2009 ضد بولتون واندررز، يذكر ن كرانيكار سجل 8 اهداف مع ناديه الموسم الماضي وهو يتطلع للعب مباريات أكثر وتسجيل المزيد من الأهداف لناديه.

## روابط خارجية
- نيكو كرانيتشار على موقع IMDb (الإنجليزية)
- نيكو كرانيتشار على موقع الاتحاد الدولي (مؤرشف)  (الإنجليزية)
- نيكو كرانيتشار على موقع الاتحاد الأوربي (الإنجليزية)
- نيكو كرانيتشار على موقع اتحاد كرواتيا (الكرواتية)
- نيكو كرانيتشار على موقع اتحاد أوكرانيا (الإنجليزية)
- نيكو كرانيتشار على موقع قاعدة بيانات كرة القدم.إي يو (الإنجليزية)
- نيكو كرانيتشار على موقع ناشيونال فوتبول تيمز (الإنجليزية)
- نيكو كرانيتشار على موقع Soccerbase.com (لاعب) (الإنجليزية)
- نيكو كرانيتشار على موقع Soccerway.com (الإنجليزية)
- نيكو كرانيتشار على موقع عالم كرة القدم.نت (الإنجليزية)
- نيكو كرانيتشار على موقع AS.com (الإسبانية)